# Søften
Søften är en ort i Danmark.   Den ligger i Favrskovs kommun och Region Mittjylland,  170 km väster om Köpenhamn. Søften ligger 41 meter över havet och antalet invånare är 2 815. Närmaste större samhälle är Århus, 12 km sydost om Søften. 